# Brama miejska w Saint-Haon-le-Châtel
Brama miejska w Saint-Haon-le-Châtel – wzniesiona w średniowieczu. Od 12 grudnia 1925 roku posiada status monument historique, w kategorii classé MH (zabytek o znaczeniu krajowym).

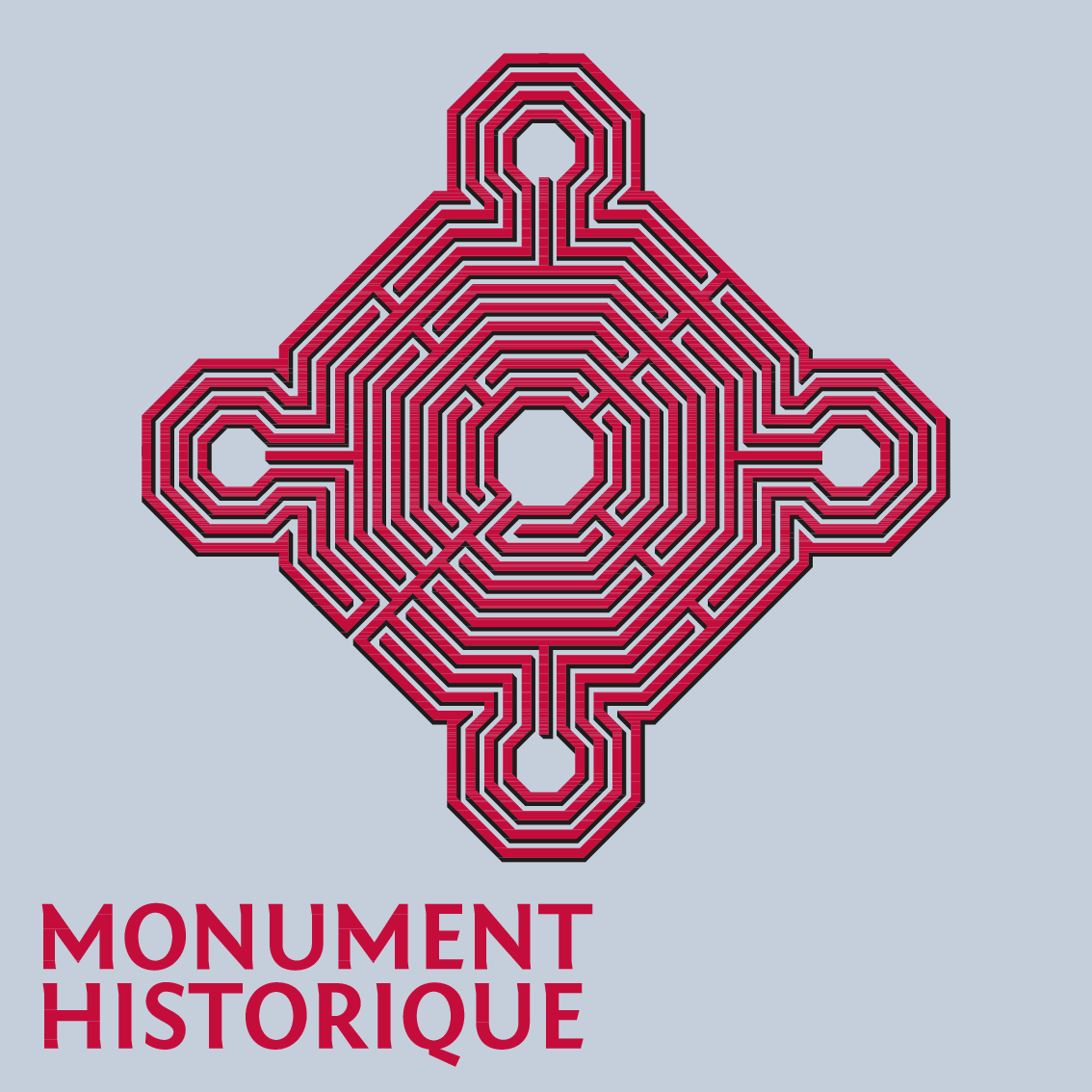
Logo monument historique - 2017

## Lokalizacja
Brama zlokalizowana jest na terenie miejscowości Saint-Haon-le-Châtel, przy 2 Montée Charles Vii, w departamencie Loara, w regionie Auvergne-Rhône-Alpes.